# 1896
1896 (MDCCCXCVI) var ett skottår som började en onsdag i den gregorianska kalendern och ett skottår som började en måndag i den julianska kalendern.

## Händelser

### Januari
- 1 januari – Svenska staten övertar Västkustbanan.[1]

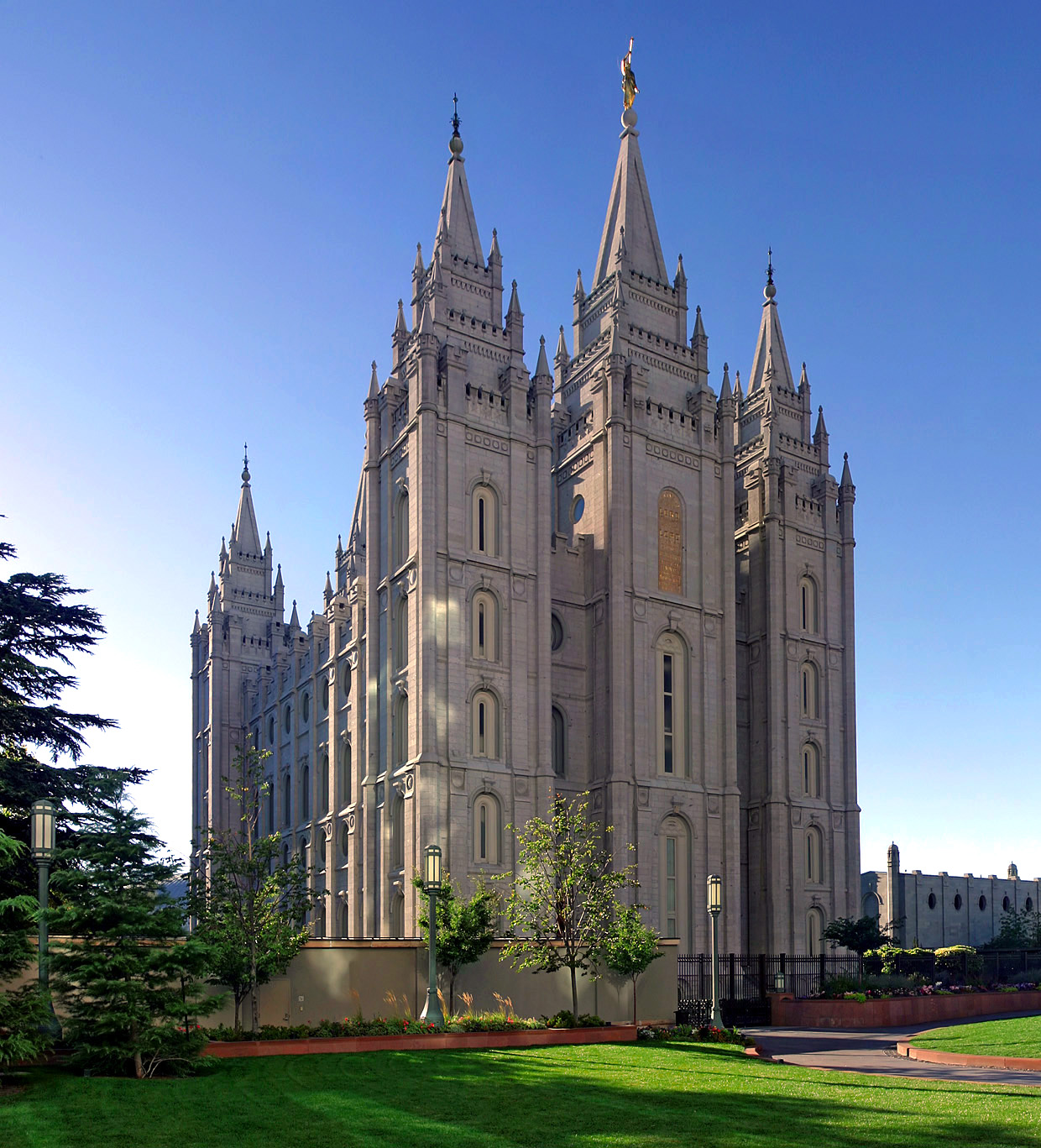
Utah

- 4 januari – Utah blir den 45:e delstaten att ingå i den amerikanska unionen.[2]
- 18 januari – Sveriges första bandyklubb, Hockeyklubben i Stockholm, bildas (hockey är vid denna tid en parallell benämning på "bandy").[3]
- 23 januari – Wilhelm Röntgen tar en röntgenbild av Albert von Köllikers hand.
- 30 januari – I Sverige invigs internatskolan Lundsbergs skola utanför Kristinehamn med inspiration från pojkinternaten i Storbritannien.[4]

### Februari
- 2 februari – Den svenska nykterhetsrörelsen Verdandi grundas. Den proklamerar religiös neutralitet och står istället arbetarrörelsen nära.[5]
- 5 februari – Ludvig Annerstedt blir Sveriges justitieminister.

### April
- 3 april – USA:s marinsoldater lämnar Korea.[6]
- 6 april – Den första filmförevisningen i Skandinavien äger rum på Tivoli i Köpenhamn.

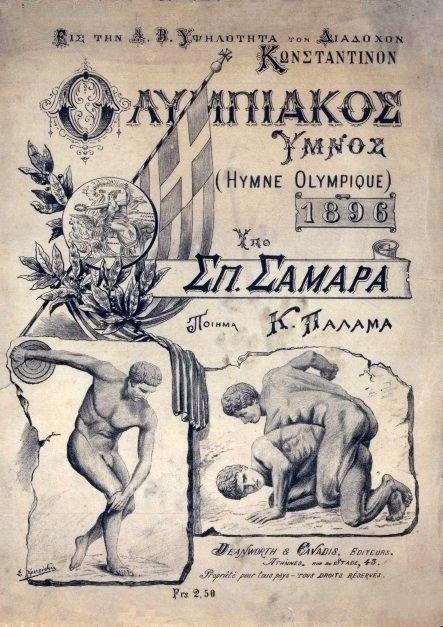
Olympiska spelen i Aten

- 6–15 april – De första moderna olympiska spelen hålls i Aten.
- 24 april – Örebro får stapelstadsrättigheter.

### Maj
- 2–4 maj – USA skickar soldater till Nicaragua för att skydda amerikanska intressen i Corinto under politiska oroligheter.[6]

### Juni
- Juni – Den första filmförevisningen i Sverige äger rum i Malmö.
- 16 juni – Franska Västafrika grundas.[7]
- 25–28 juni – Svenska livsmedelsarbetareförbundet grundas i Göteborg, Sverige.[8]
- 28 juni – En explosion i Newton Coal Companys Twin Shaft-gruva i Pittston City, i Pennsylvania, USA resulterar i 58 gruvarbetares död.[9][10][11]

### Juli
- Juli – Sveriges verkstadsförening, ett arbetsgivarförbund inom SAF för verkstadsindustri, bildas.
- 7 juli – Ångfartyget S/S Virgo avreser från Göteborg lastad med utrustning för Andrées polarexpedition.
- 23 juli – Ångfartyget Freja förliser på sjön Fryken i Värmland.

### Augusti
- 6 augusti – Imerina ställs under franskt protektorat.[12]
- 7-10 augusti - De allra första svenska SM-tävlingarna i friidrott hålls, Helsingborg.
- 9 augusti – Flygpionjären Otto Lilienthal havererar med sitt glidflygplan under en testflygning vid Gollenberg i Tyskland. Han avlider nästa dag.
- 9 augusti - En total solförmörkelse inträffade över Sverige.
- 17 augusti – Bridget Driscoll blir överkörd av en bil. Fallet är den första kända olyckan av det slaget med dödlig utgång i Storbritannien.
- 22 augusti – Ydalekatastrofen, då en ångbåt med barn från en dövskola sjunker i sjön Varpen i Hälsingland, kräver 15 människoliv varav 13 barn.
- 27 augusti – Världshistoriens kortaste krig utkämpas mellan Zanzibar och Storbritannien, som avgår med segern efter 38 minuter.

### September
- 8 september – I Sverige invigs Stockholms första civila idrottsarena, Stockholms idrottspark.[13]
- 19 september – International Congress for Women's Achievements and Women's Endeavors ägwr rum i Berlin.

### November

Presidentval i USA.

- 3 november – Republikanen William McKinley besegrar demokraten William Jennings Bryan vid presidentvalet i USA.

### Okänt datum
- USA:s räder in i Mexiko, som pågått sedan 1873, upphör.[14]
- Hjalmar Branting väljs som förste socialdemokrat in i Andra kammaren i Sveriges riksdag. Allmän rösträtt blir hans huvudfråga.
- Sveriges största bolag, Trafik AB Grängesberg-Oxelösund (TGO) bildas genom sammanslagning av Grängesbergs gruvbolag och Grängesberg-Oxelösund.
- Den svenska rösträttsrörelsen håller en andra folkriksdag, där kravet på rösträtt åter framförs.
- Restaurangvarietén i Sverige förbjuds av bland annat nykterhetsskäl.
- Nina von Engeströms första upplaga av Praktisk väfbok – tillegnad den idoga Svenska qvinnan ges ut.
- Husqvarna vapenfabrik i Sverige börjar tillverka cyklar.[15]
- Svenska Kvinnors Nationalförbund grundas som Sveriges gren av den internationella organisationen för kvinnors rättigheter, International Council of Women.

## Födda

### Första kvartalet

#### Januari
- 7 januari – Arnold Ridley, brittisk skådespelare och manusförfattare. (död 1984)
- 12 januari – David Wechsler, amerikansk psykolog. (död 1981)
- 20 januari – George Burns, amerikansk skådespelare. (död 1996)
- 24 januari – Irving Ives, amerikansk republikansk politiker, senator 1947–1959. (död 1962)
- 25 januari – Charles White, svensk musiker och skådespelare. (död 1958)

#### Februari
- 10 februari – Edgar Rosander, svensk jurist, statsråd. (död 1978)
- 18 februari – André Breton, fransk poet, surrealismens ledare och främste teoretiker. (död 1966)
- 19 februari – Sven Hugo Borg, svensk-amerikansk skådespelare. (död 1981)
- 26 februari – G.S. Pathak, indisk domare och politiker, vicepresident 1969–1974. (död 1982)
- 29 februari – William A. Wellman, amerikansk flygare, regissör, manusförfattare, skådespelare och producent. (död 1975)

#### Mars
- 1 mars
  - Eric von Gegerfelt, svensk skådespelare. (död 1970)
  - Sonja Looft, svensk skådespelare. (död 1991)
- 16 mars – Otto Hofmann, tysk SS-officer. (död 1982)
- 29 mars – Wilhelm Ackermann, tysk matematiker. (död 1962)

### Andra kvartalet

#### April
- 13 april – Sigrun Otto, norsk skådespelare. (död 1980)
- 15 april – Gerhard Fieseler, tyskt flygaräss och flygplanskonstruktör. (död 1987)
- 16 april – Tristan Tzara, pseudonym för Sami Rosenstock, fransk poet. (död 1963)
- 17 april – W. Kerr Scott, amerikansk politiker, senator 1954–1958. (död 1958)
- 23 april – Nils Ranft, svensk skådespelare. (död 1974)
- 26 april – Ernst Udet, tysk flygare. (död 1941)
- 27 april – Wallace Carothers, amerikansk kemist, nylonets uppfinnare. (död 1937)

#### Maj
- 1 maj
  - Mark Wayne Clark, amerikansk general under andra världskriget och Koreakriget. (död 1984)
  - Herbert Backe, tysk nazistisk politiker. (död 1947)
- 3 maj – V.K. Krishna Menon, indisk politiker. (död 1974)
- 8 maj
  - Leif Amble-Næss, norsk-svensk skådespelare och regissör. (död 1974)
  - Gertrud Danielsson, svensk skådespelare. (död 1984)
- 11 maj – Mary Johnson, svensk skådespelare. (död 1975)
- 13 maj – Sonja Rolén, svensk skådespelare och sångerska. (död 1956)
- 21 maj – John Chandler Gurney, amerikansk republikansk politiker, senator 1939–1951. (död 1985)
- 30 maj – Howard Hawks, amerikansk filmregissör. (död 1977)

#### Juni
- 1 juni – Agnes Thomée, svensk dansare och skådespelare. (död 1984)
- 4 juni – Millan Olsson, svensk skådespelare. (död 1954)
- 6 juni – Italo Balbo, italiensk politiker. (död 1940)
- 7 juni – Imre Nagy, ungersk politiker. (död 1958)
- 13 juni – Anders Henrikson, svensk regissör, manusförfattare och skådespelare. (död 1965)
- 17 juni – Rudolf Petersson, svensk manusförfattare och serien 91:an Karlssons skapare. (död 1970)
- 19 juni – Wallis Simpson, hertiginnan av Windsor, hustru till tidigare Edvard VIII av Storbritannien. (död 1986)

### Tredje kvartalet

#### Juli
- 1 juli – Harald Beijer, svensk författare och manusförfattare. (död 1955)
- 14 juli – Buenaventura Durruti, spansk antifascist. (död 1936)
- 16 juli
  - Gottlob Berger, tysk SS-officer. (död 1975)
  - Trygve Lie, norsk politiker (Arbeiderpartiet), FN:s första generalsekreterare 1946–1952. (död 1968)
- 19 juli – A.J. Cronin, brittisk författare. (död 1981)
- 21 juli
  - Alice Eklund, svensk skådespelare och regissör. (död 1983)
  - Bourke B. Hickenlooper, amerikansk republikansk politiker, senator 1945–1969. (död 1971)
- 25 juli – Josephine Tey, brittisk författare. (död 1952)
- 26 juli – Alfred Maurstad, norsk skådespelare och regissör. (död 1967)
- 27 juli – Ivar F. Andrésen, norsk operasångare (basbaryton). (död 1940)

#### Augusti
- 3 augusti – Olof Nilsson i Göteborg, svensk trafikförman och riksdagspolitiker (socialdemokrat). (död 1968)
- 9 augusti
  - Jean Piaget, schweizisk pedagog och kunskapsteoretisk pionjär. (död 1980)
  - Léonide Massine, rysk koreograf och balettdansör. (död 1979)
- 17 augusti – Leslie Groves, amerikansk militäringenjör. (död 1970)
- 19 augusti – Raymond Herbert Talbot, amerikansk demokratisk politiker. (död 1955)
- 26 augusti – Besse Cooper, amerikansk lärare, världens äldsta person från 2011. (död 2012)
- 28 augusti – Liam O'Flaherty, irländsk författare. (död 1984)
- 30 augusti – Raymond Massey, amerikansk skådespelare. (död 1983)

#### September
- 2 september – Hinrich Lohse, tysk nazistisk politiker. (död 1964)
- 4 september – Antonin Artaud, fransk författare, skådespelare och regissör. (död 1948)
- 6 september – Karl Wittfogel, tysk sociolog och sinolog. (död 1988)
- 8 september – B. Everett Jordan, amerikansk demokratisk politiker, senator 1958–1973. (död 1974)
- 20 september
  - Fleming Lynge, dansk författare och manusförfattare. (död 1970)
  - Elliott Nugent, amerikansk skådespelare, författare och filmregissör. (död 1980)
  - Greta Stave, svensk skådespelare. (död 1983)
- 24 september – F. Scott Fitzgerald, amerikansk författare. (död 1940)
- 26 september – Aina Cederblom, svensk textilkonstnär och vagabond. (död 1986)
- 27 september – Sam Ervin, amerikansk demokratisk politiker och jurist, senator 1954–1974. (död 1985)
- 29 september – George H. Bender, amerikansk republikansk politiker, senator 1954–1957. (död 1961)

### Tredje kvartalet

#### Oktober
- 21 oktober – Jevgenij Sjvarts, rysk författare. (död 1958)
- 22 oktober – Earle Clements, amerikansk demokratisk politiker. (död 1985)
- 25 oktober – Karl Marthinsen, norsk nazistisk politiker. (död 1945)
- 30 oktober
  - Ruth Gordon, amerikansk skådespelare och manusförfattare. (död 1985)
  - Gerhard 'Gerry' T. Rooth, svensk-amerikansk tidningsman. (död 1983)

#### November
- 9 november – André Numès Fils, fransk skådespelare. (död 1972)
- 11 november – Charles 'Lucky' Luciano, född Salvatore Lucania, italiensk-amerikansk maffiaboss. (död 1962)
- 14 november – Mamie Eisenhower, USA:s första dam 1953–1961, gift med Dwight D. Eisenhower. (död 1979)
- 16 november – Joan Lindsay, australisk författare. (död 1984)
- 17 november – Lev Vygotskij, vitrysk pedagog och filosof. (död 1934)
- 18 november – Olin D. Johnston, amerikansk demokratisk politiker, senator 1945–1965. (död 1965)
- 23 november – Klement Gottwald, tjeckoslovakisk politiker. (död 1953)

#### December
- 1 december
  - Oscar Thorsing, svensk ambassadör och journalist. (död 1967)
  - Georgij Zjukov, sovjetisk militär och armégeneral. (död 1974)
- 6 december – Ira Gershwin, amerikansk filmmusikkompositör och textförfattare. (död 1983)
- 9 december – Francis H. Case, amerikansk republikansk politiker, senator 1951–1962. (död 1962)
- 10 december – Torsten Bergström, svensk skådespelare och regissör. (död 1948)
- 14 december – Jimmy Doolittle, amerikanskt flygaräss, general under andra världskriget. (död 1993)
- 21 december – Konstantin Rokossovskij, polsk-sovjetisk militär, marskalk 1944. (död 1968)
- 23 december – Giuseppe Tomasi di Lampedusa, italiensk författare. (död 1957)
- 25 december – Tryggve Jerneman, svensk skådespelare. (död 1982)
- 27 december
  - Frithiof Bjärne, svensk skådespelare. (död 1966)
  - Carl Zuckmayer, tysk författare. (död 1977)
- 29 december – David Alfaro Siqueiros, mexikansk konstnär. (död 1974)

## Avlidna

### Första kvartalet

#### Januari
- 8 januari
  - William Rainey Marshall, 70, amerikansk republikansk politiker, guvernör i Minnesota 1866–1870.
  - Paul Verlaine, 51, fransk poet.
- 11 januari – George G. Wright, 75, amerikansk republikansk politiker och jurist, senator 1871–1877.
- 25 januari – Frederic Leighton, 65, brittisk konstnär.

#### Februari
- 3 februari – Asmus Julius Thomsen, 80, dansk läkare.
- 7 februari – William Hayden English, 73, amerikansk politiker.
- 10 februari – William H. Crain,  47, amerikansk politiker.
- 12 februari – Ambroise Thomas, 84, fransk tonsättare.
- 16 februari – Jens Andreas Friis, 74, norsk författare och språkvetare.
- 28 februari – Ante Starčević, 72, kroatisk politiker.

#### Mars
- 13 mars – Benjamin Flanders, 80, amerikansk republikansk politiker.
- 15 mars – John Ireland, 69, amerikansk demokratisk politiker.
- 17 mars – Cherokee Bill, 20, amerikansk bandit.
- 19 mars – Fredrik Afzelius, 83, svensk filosofisk skriftställare.

### Andra kvartalet

#### April
- 8 april – Anaïs Fargueil, 77, fransk skådespelerska.
- 11 april – Thomas Michael Holt, 64, amerikansk industrialist och politiker, guvernör i North Carolina 1891–1893.
- 15 april – Alexander Järnefelt, 63, finländsk officer, topograf och guvernör.
- 23 april – David Jerome, 66, amerikansk republikansk politiker, guvernör i Michigan 1881–1883.
- 28 april – Heinrich von Treitschke, 61, tysk historiker och politiker.

#### Maj
- 7 maj – H.H. Holmes, 34, amerikansk seriemördare.
- 10 maj – Antti Ahlström, 68, finländsk industriman och kommerseråd.
- 12 maj – Ernst Leijer, 72, svensk läkare och politiker.
- 23 maj – Lucius Fairchild, 64, amerikansk general, politiker och diplomat, guvernör i Wisconsin 1866–1872.
- 31 maj – Homer V.M. Miller, 82, amerikansk politiker och läkare, senator 1871.

#### Juni
- 5 juni – Josiah Begole, 81, amerikansk politiker.
- 16 juni – Edmond Goncourt, 74, fransk skriftställare.

### Tredje kvartalet

#### Juli
- 7 juli – Erdmann Encke, 53, tysk skulptör.
- 22 juli – George W. Jones, 92, amerikansk demokratisk politiker och diplomat, senator 1848–1859.
- 23 juli – Carrie Martyn, 29, engelsk kristen socialist, fackföreningsorganisatör och guvernant.

#### Augusti
- 9 augusti – Alonzo J. Edgerton, 69, amerikansk republikansk politiker och jurist.
- 10 augusti – Otto Lilienthal, 48, tysk flygpionjär.
- 13 augusti – John Everett Millais, 67, brittisk målare och grundare av det Prerafaelitiska brödraskapet 1848.
- 26 augusti – Arthur MacArthur, 81, skotsk-amerikansk politiker och jurist, guvernör i Wisconsin 1856.

#### September
- 8 september – Alessandro Arnaboldi, 68, italiensk skald.
- 9 september – Henry B. Payne, 85, amerikansk demokratisk politiker, senator 1885–1891.
- 23 september – Ivar Aasen, 83, norsk språkman och författare, skaparen av nynorska.
- 24 september – Louis De Geer, 78, svensk politiker, friherre och ämbetsman, Sveriges statsminister 1876–1880.

### Fjärde kvartalet

#### Oktober
- 3 oktober – William Morris, 62, brittisk formgivare och författare.
- 7 oktober – Louis Jules Trochu, 81, fransk militär och politiker, president i Frankrikes nationella försvarsregering 1870–1871.
- 10 oktober – Levi K. Fuller, 55, amerikansk republikansk politiker och uppfinnare, guvernör i Vermont 1892–1894.
- 11 oktober
  - Anton Bruckner, 72, österrikisk tonsättare och organist.
  - Johann Eissenhardt, 71, tysk grafiker och målare.
- 13 oktober – Thomas W. Ferry, 69, amerikansk republikansk politiker, senator 1871–1883.
- 23 oktober – Columbus Delano, 87, amerikansk politiker.
- 25 oktober – Lennart Groll, 51, svensk politiker.
- 26 oktober – Charles A. Eldredge, 76, amerikansk demokratisk politiker, kongressledamot 1863–1875.

#### November
- 9 november – Hugo Gyldén, 55, finländsk astronom.

#### December
- 4 december – Axel Wallengren, 31, svensk journalist, poet och författare.
- 10 december – Alfred Nobel, 63, svensk uppfinnare, kemist och donator.
- 24 december – Anders Ljungqvist, 81, uppländsk spelman.

### Fotnoter
1. ↑  Järnvägar i historien Arkiverad 12 augusti 2010 hämtat från the Wayback Machine.
2. ↑  World Statesmen (läst 3 april 2011)
3. ↑  Åke Jönsson (25 januari 2006). ”Prinsessan på isen” (på svenska). Populär historia. https://popularhistoria.se/vardagsliv/sport/prinsessan-pa-isen. Läst 16 november 2010.
4. ↑  ”Lundsbergs skola”. Arkiverad från originalet den 12 december 2013. https://web.archive.org/web/20131212233007/http://www.lundsbergsskola.se/index.php?id=25. Läst 7 mars 2011.
5. ↑  – Nykterhetsrörelsens banérförare
6. 1 2  ”USA:s militära insatser i utlandet 1798-2004”. Arkiverad från originalet den 9 december 2013. https://web.archive.org/web/20131209174005/http://www.history.navy.mil/library/online/forces.htm. Läst 30 januari 2011.
7. ↑  lWorld Statesmen (läst 17 april 2011)
8. ↑  Svenska livsmedelsarbetareförbundet Arkiverad 14 mars 2016 hämtat från the Wayback Machine.
9. ↑  ”HMDB.org”. Arkiverad från originalet den 24 september 2015. https://web.archive.org/web/20150924041807/http://www.hmdb.org/marker.asp?marker=10470. Läst 28 februari 2011.
10. ↑  Query.nytimes.com
11. ↑  Gendisasters.com Arkiverad 21 november 2008 hämtat från the Wayback Machine.
12. ↑  World Statesmen
13. ↑  Bolletinen – Hundra år sedan den svenska seriepremiären!
14. ↑  ”USA:s militära insatser i utlandet”. Arkiverad från originalet den 9 december 2013. https://web.archive.org/web/20131209174005/http://www.history.navy.mil/library/online/forces.htm. Läst 30 januari 2011.
15. ↑  Sverige 1900-talet – Kommunikativ, snabb, snål, skön och säker design, NE, Bra Böcker, 2000